# Савкино (Саратовская область)
Савкино — село в Петровском районе Саратовской области, входит в состав Синеньского муниципального образования.

## География
Село находится на реке Вершаут, на границе Саратовской и Пензенской области, в 29 км от города Петровска и в 140 км от областного центра Саратова. Со всех сторон населённый пункт окружен сельхозугодьями. С районным центром село связано автомобильной дорогой.

## Население
| 2002 | 2010 |
| ---- | ---- |
| 260  | ↘206 |

## История
Село основано как деревня Войкино мордовскими служилыми людьми (мурзами) Петровского уезда между 1721 и 1748 годами. 78 ревизских душ, переведены из д. Вершаут Узинского стана, д. Борнуково Засурского стана, д. Вышелейка и д. Пенделка.
В 1798 г. — волостной центр Петровского уезда. В 1859 году — сельцо Старое Войкино, Савкино тоже: православный молитвенный дом, почтовая станция.

## Инфраструктура
На территории села работает общеобразовательная школа, детский сад, почтовое отделение, магазин, клуб.